# Onze-Lieve-Vrouwekerk (Onze-Lieve-Vrouw-Waver)

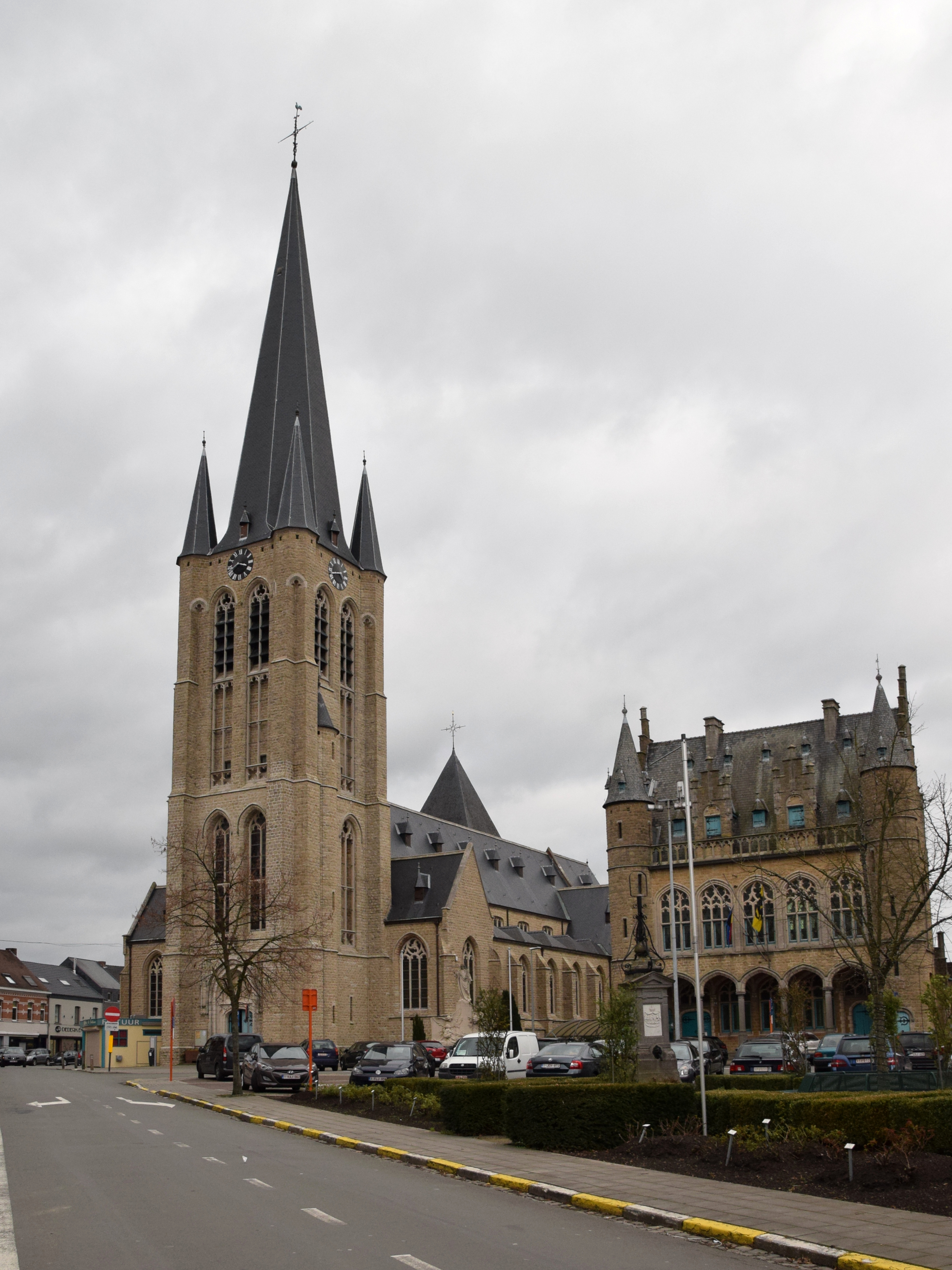
Onze-Lieve-Vrouwekerk

De Onze-Lieve-Vrouwekerk is de parochiekerk van de tot de Antwerpse gemeente Sint-Katelijne-Waver behorende plaats Onze-Lieve-Vrouw-Waver, gelegen aan het Dorp.

## Geschiedenis
De oudste kerk zou omstreeks 1260 zijn gebouwd. Uit deze zijd is de laatromaanse vieringtoren bewaard gebleven. Het noordelijk transept in vroeggotische stijl is 14e-eeuws en het gotisch koor is 15e-eeuws, evenals de middenbeuk. In 1576 werd de kerk verwoest en daarna weer herbouwd.
Van 1910-1912 werd, naar ontwerp van Edward Careels, de kerk vergroot tot een vierbeukige kerk en voorzien van een voorgebouwde westertoren van 68 meter hoog. De kerk kreeg toen een neogotisch uiterlijk. In 1914 werd de kerk beschadigd door beschietingen en in 1921-1922 weer hersteld.

## Gebouw
Het betreft een georiënteerde vierbeukige basilicale kruiskerk met voorgebouwde westtoren en romaanse vieringtoren. De kerk heeft twee koren: één met driezijdige en één met vijfzijdige sluiting. De westtoren heeft een hoge spits met hoektorens.

## Interieur
De middenbeuken worden elk overkluisd door een spitstongewelf, de zijbeuken door een kruisribgewelf.
De kerk bezit diverse 17e-eeuwse schilderijen. Ook is er een 17e-eeuws ecce homo in gepolychromeerd hout. Hiernaast vindt men er enkele 19e-eeuwse schilderijen en beelden. Verder zijn er enkele kunstwerken en veel kerkmeubilair in neogotische stijl uit het 4e kwart van de 19e eeuw en het 1e kwart van de 20e eeuw.